# Angraecum egertonii
Angraecum egertonii là một loài thực vật có hoa trong họ Lan. Loài này được Rendle mô tả khoa học đầu tiên năm 1913.